# Sofia Mirjamsdotter
Lova Sofia Katarina Mirjamsdotter, tidigare Fredriksson, född 10 november 1972 i Sköns församling, är en svensk journalist, ledarskribent, bloggare och föreläsare med sociala medier som specialitet. År 2011 fick hon, tillsammans med Johanna Koljonen, Stora journalistpriset i klassen årets förnyare för twittertaggen "prataomdet". Hon är känd under namnet Mymlan och har varit med och startat nyhetsbloggen Ajour och Same Same But Different. Åren 2013–2019 var hon ledarskribent på Sundsvalls Tidning, åren 2019–2022 politisk redaktör för Tidningen Ångermanland, och sedan 2022 är hon opinionsredaktör på Västerbottens-Kuriren.

## Biografi

### Uppväxt
Sofia Mirjamsdotter föddes utanför Sundsvall och tillhörde en familj, aktiv inom Pingstkyrkan i Sundsvall. Under mellanstadiet blev hon varse att klasskamrater inte var lika troende som hennes egen familj. Vid 12 års ålder "startade hon en tidning för missionärsbarn, som hon tryckte i sin pappas tryckeri och skickade ut över hela världen". Hon gick på Vibackeskolan i området Vi på Alnön.
Efter hand började hon ifrågasätta sin fars åsikter, särskilt i ljuset av det som hon upplevde som en dubbelmoral kring hans alkoholism. Sedan hennes föräldrar skilt sig förlorade hon alltmer kontakten med fadern, som enligt Mirjamsdotter "bokstavligen [söp] ihjäl sig". Hon lämnade senare pingstkyrkan, något som hon skrivit om på Twitter och som då startade en stor diskussion kring frikyrklighet.
Åren 1993–1995 läste hon historia och sociologi på halvfart vid Mittuniversitetet.

### Karriär
Mirjamsdotter har skrivit sedan unga år. Under tonåren fick hon ett bidrag antaget till en ungdomsantologi utgiven av Bonniers förlag, men blev missnöjd med redigeringen, varför hon istället gav ut en egen diktsamling tillsammans med två vänner. Därefter har hon inriktat sig på reportageformen. Hon hade en ettårig praktikplats på Sundsvalls Tidning.
1995 blev Mirjamsdotter vikarie som reporter på Sveriges Television. Hon arbetade där fram till 1998 då hon började vikariera på Sveriges Radio, där hon även började arbeta som producent och programledare.
1995 blev Mirjamsdotter också aktiv som skribent på internet, framför allt på webbplatsen Passagen, där hon blev en av de tongivande skribenterna. Eftersom andra i diskussionsforumet hade namn inspirerade av Tove Jansson valde Mirjamsdotter användarnamnet Mymlan, som sedan blev namnet på Mirjamsdotters blogg, som hon startade 2005.
Mirjamsdotter återvände år 2000 till Sundsvalls Tidning och arbetade där fram till 2009 med radio- och webbreportage, konsumentfrågor, kriminaljournalistik och som allmänreporter.
Sedan 2008 har Mirjamsdotter frilansat inom media och journalistik. Hon startade Mirjamsdotter Media med huvudsyfte att skriva och föreläsa. Hon fick snabbt uppdrag som krönikör på Aftonbladet (och tidningens Bloggvärldsblogg), Svenska Dagbladet och Metro. Hon fick en stor läsekrets 2008 när hon och Niclas Strandh startade bloggen Same Same But Different. Bloggen blev vald till årets medieblogg redan samma år och nominerades till årets nättidskrift av Föreningen för svenska kulturtidskrifter.
Våren 2010 nominerades hon som en av fem personer till Årets branschpersonlighet av Sveriges mediebyråer.
Efter att Julian Assange 2010 misstänkts för sexualbrott och de två kvinnliga anmälarnas vittnesmål ifrågasatts, ledde en Twitterkonversation med bland andra Johanna Koljonen till att många började använda hashtaggen prataomdet för att diskutera erfarenheter av sexuella ofredanden och andra sexövergrepp. Mirjamsdotter engagerade sig i frågan och var bland annat med om att lansera webbplatsen prataomdet.se. Hon deltog också i reportageantologin #prataomdet (Kalla Kulor Förlag, 2012). Diskussionen spred sig till flera tidningar och TV-program och ledde 2011 till att Koljonen och Mirjamsdotter fick Stora journalistpriset i klassen årets förnyare för #prataomdet.
2011 var hon med och grundade nyhetskollektivet Ajour tillsammans med bland andra Emanuel Karlsten och Jack Werner. Initiativet fick redan innan webbplatsen lanserats stor uppmärksamhet i media, men nyhetssajten lades ner redan två år senare. Året därpå var hon som frilansskribent med och startade det snabbt nedlagda magasinet Miss World Magazine.[källa behövs]
Mirjamsdotter uppmärksammades 2013 när hon avbröt en paneldebatt under journalistkonferensen "Gräv 2013" i Göteborg och anklagade deltagarna Robert Aschberg, Täppas Fogelberg och Janne Josefsson för att ha mobbat kollegan Maria Sveland på internationella kvinnodagen och kallade dem för "gubbslem". Senare har Mirjamsdotter kommenterat händelsen att det var Fogelberg som först använde termen gubbslem. Mirjamsdotter fick medhåll av flera journalister i sin kritik, medan Josefsson försvarade sitt handlande.
Sofia Mirjamsdotter var sommaren 2013 programledare för Ring P1 och medverkade under året regelbundet i en nyhetspanel i P4 Västernorrland. Hon tillträdde i januari 2014 tjänsten som ledarskribent på Sundsvalls tidning och fick då även ansvar för Mittmediakoncernens gemensamma digitala opinionsjournalistik. Hon gör tillsammans med Po Tidholm Norrlandspodden som snabbt placerade sig på Itunes topplista över podcastar.

### Privatliv
Mirjamsdotter är bosatt i Sundsvall och har tre barn. Ett av hennes barn, Björk, publicerade diktsamlingen Bumps poesi 2006 och skapade omslaget till singeln Kär i kärleken av Py Bäckman. Mirjamsdotter har tidigare varit gift.